# Bunsua
Bunsua is een geslacht van wantsen uit de familie van de Miridae (Blindwantsen). Het geslacht werd voor het eerst wetenschappelijk beschreven door José Cândido de Melo Carvalho in 1951.

## Soorten
Het genus bevat de volgende soorten:

- Bunsua bryocoroides Carvalho, 1951
- Bunsua congoana Carvalho, 1951
- Bunsua deira (Odhiambo, 1961)
- Bunsua pertusa (Odhiambo, 1961)